# Carriel

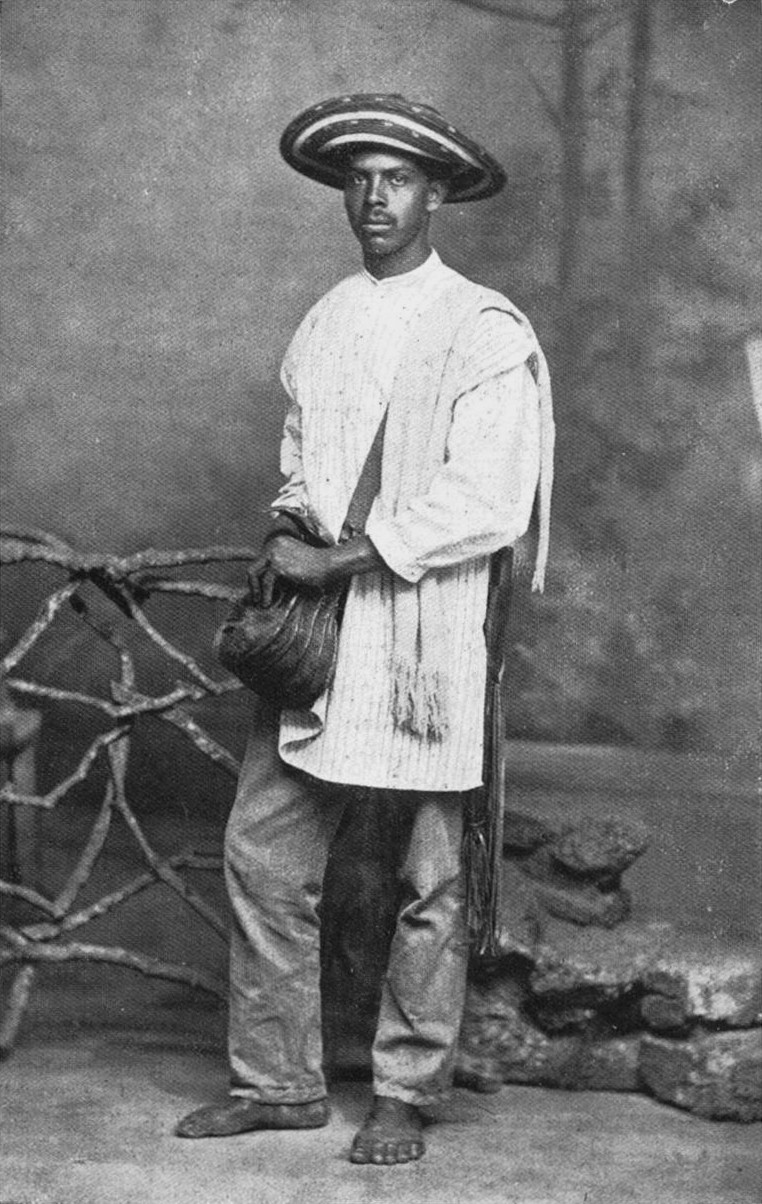
Arriero con su carriel.

Carriel, garniel o guarniel es una bolsa de cuero, que en algunos países de América los hombres lo usan pendiente al cinto, con varios compartimientos; que sirve para guardar y transportar: dinero, papeles y otros elementos personales.

## Carriel paisa
El guarniel o carriel paisa es una bolsa de arriero de uso principalmente masculino en la región paisa colombiana, desde los tiempos de la colonia. Es una prenda de vestir distintiva de los señores antioqueños, totalmente representativo de las poblaciones paisas; se utilizó ampliamente para la supervivencia de los arrieros, y una de sus características es que suele tener numerosos bolsillos y compartimientos, algunos llamados «secretos». Actualmente existe también la versión femenina, que es un modelo alusivo al masculino, su característica diferencial es que es de un tamaño un poco reducido. El carriel paisa fue de uso bastante popular cuando Antioquia era una región mayoritariamente agraria, pero el proceso de urbanización nacional hizo que este artículo quedase relegado de cierta manera al uso campesino; sin embargo, adquirió con los años un fuerte sentido de pertenencia simbólico y cultural en la región paisa y en su identidad histórica. En 2006, el carriel fue nominado como símbolo cultural de Colombia en el concurso organizado por la revista Semana con el apoyo de Caracol TV, el Ministerio de Cultura y Colombia es pasión.

### Etimología
El origen etimológico de la palabra carriel no es claro. Según el diccionario de la lengua española de la Asociación de Academias de la Lengua Española el vocablo proviene del occitano «carnier» 'morral de caza', derivado de «carn» 'carne'.
Para el filólogo, ensayista e hispanista judío venezolano de origen polaco Ángel Rosenblat, el término procede del antiguo carniel que Rufino José Cuervo documenta en un texto español de 1471, en las Cartas de relación de Hernán Cortés y en la Historia de las Indias de Gonzalo Fernández de Oviedo.
Los artesanos antioqueños no logran un acuerdo sobre el origen etimológico por lo que tienen diversas teorías sobre su procedencia:
- del francés Cartier, que significa bolso de cazador;
- por evolución lingüística, de la expresión inglesa Carry all (carga todo).[5][6][7]

Otra teoría es que el vocablo carriel tuviese un origen hebreo, esto es, que fuese un hebraísmo. La terminación «El» (Dios), es típica en el idioma hebreo, tal como sucede por ejemplo con los nombres propios Rafael, Gabriel, Miguel, y otros. Podrían surgir entonces los conceptos hebreizados de «cargar», Carriel, 'cargar o llevar'; o Guarniel, 'guardar', esta última palabra se utiliza indistintamente en Antioquia para referirse a esta prenda.

### Composición del carriel paisa
La apariencia, el frente, la tapa, o la "fachada" del carriel paisa que se observa a primera vista está confeccionada con piel de animal sin pelar. En un auténtico carriel paisa son imprescindibles los pelos o la pelambre de la piel, por demás muy bien peinados, y las imitaciones de carriel carentes de pelambre no tienen sentido con relación a la prenda típica original antioqueña.

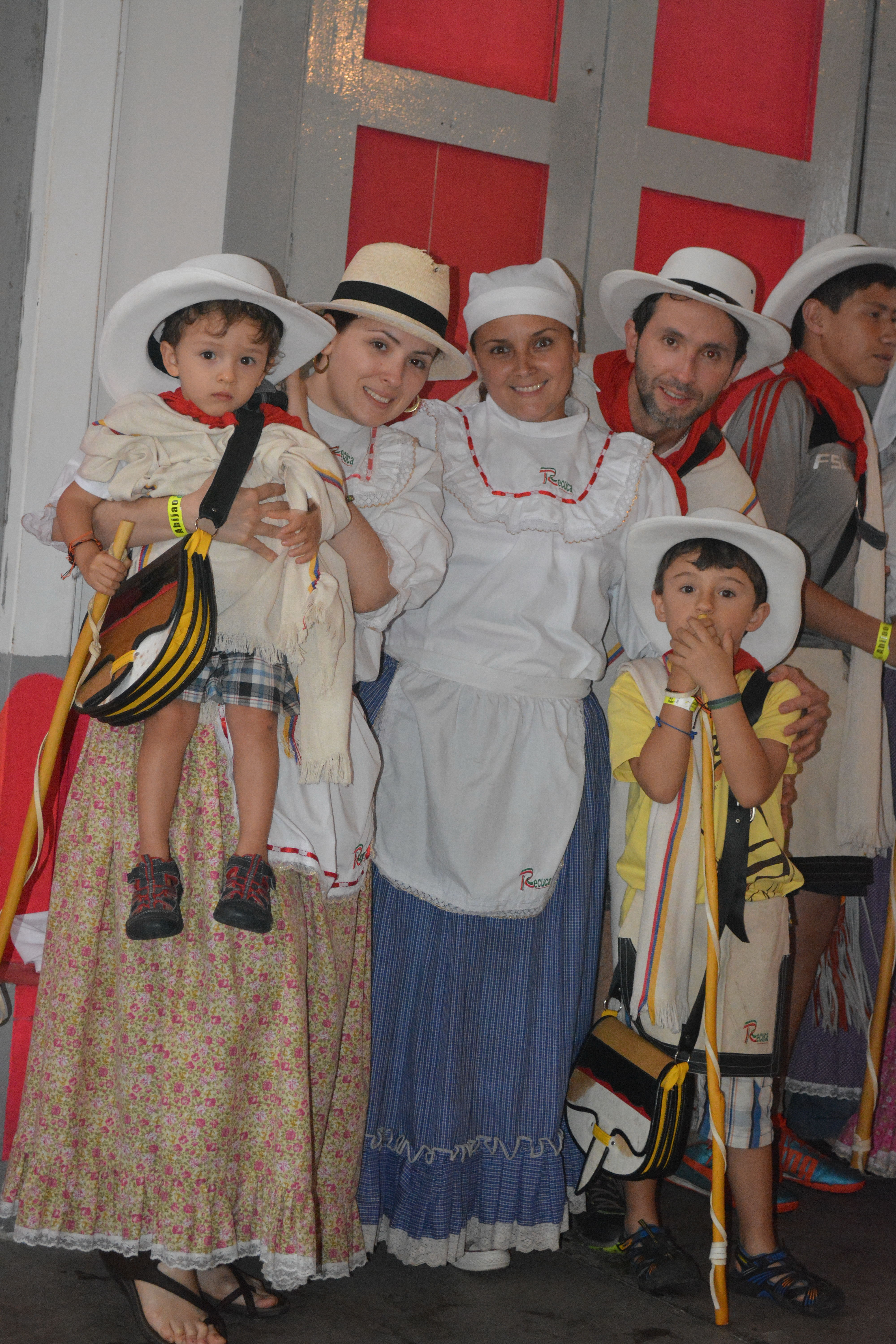
Carriel paisa: garniel, en representación típica de chapoleras y arrieros paisas.

En los carrieles antioqueños originales la piel y la pelambre de la fachada solían ser de nutria o tigrillo; también, en alguna época se utilizaron fachadas de león (puma), tigre y jaguar. Sin embargo últimamente, por razones ecológicas para la preservación de las especies animales salvajes, las fachadas del carriel se están elaborando con piel de ternero, la cual conserva la presentación fundamental de la prenda sin necesidad de cazar fauna salvaje para la fabricación del carriel. 
La bolsa, o carriel propiamente dicho, pende desde el hombro izquierdo mediante una reata, o correa, de unos cuatro centímetros de ancha, fabricada en cuero delgado y recubierta necesariamente con un distintivo charol. En los carrieles finos, las correas de colgadura van adornadas con ojaletes y chapas metálicas, y con dibujos elaborados con hilos de colores, usualmente verdes, amarillos y rojos.

### Los bolsillos del carriel y su uso
Los carrieles o guarnieles que se usaban en un principio, tenían por lo general dos o tres bolsillos únicamente; éstos fueron aumentando con el tiempo hasta llegar a límites de dieciocho bolsillos.
Un carriel moderno no tiene más de nueve bolsillos, contando las tres "cretas", o bolsillos disimulados entre los forros.
El carriel es usado por los arrieros, campesinos y pueblerinos de toda Antioquia, lo mismo en las tierras frías que en las calientes. Cada uno lleva en el carriel los utensilios que considera necesarios para su vida cotidiana, ya sea por verdadera necesidad o por agüero.
Por tanto, no van las mismas cosas en el carriel del aserrador, que en el del guaquero, ni los mismos utensilios se encuentran en el carriel o guarniel del ganadero que en el del arriero. El que más cosas carga en el carriel, por la índole misma del oficio, es el arriero. En el carriel de un arriero, según reza la tradición popular, debe haber los objetos necesarios para desvararse en el camino, algunos dicen cincuenta, otros ciento uno, pero realmente es todo cuanto le quepa y le sirva al arriero; algunos de esos objetos son:
- Plata. Billetes y a veces hasta grandes sumas de dinero que les confiaban los comerciantes de las poblaciones, para ser entregados a los mayoristas de las capitales, en pago de grandes remesas de mercancías. Un arriero que llevara hoy doscientas mulas cargadas, llevaría fácilmente mercancías por valor de tres millones de pesos, como mínimo.
- Una barbera. Los arrieros, después de dos, tres, o diez días de penoso viaje, acostumbraban detenerse en alguna quebrada a la orilla del camino para asearse, peinarse y afeitarse, dado que no era bien visto presentarse desaseado ante los comerciantes de la plaza.
- Brocha pa´ la "feitada".
- Una peinilla, o peinecito pequeño, y un espejito con tapa. La tapa era para proteger el espejo, pues sin ella se quebraba rápidamente en las bregas del camino.
- Un farolito. Usualmente de tela, plegable, para alumbrar el camino cuando los cogía la noche, y para alumbrar en la tolda.
- Una vela de cebo. Para iluminar el farolito.
- Un Guarda-vela. Para que la vela no se quebrara y se aplastara dentro del carriel ensuciando todo lo que iba en su interior; el arriero se hacía a su Guarda-vela, que era un estuche pequeño de lata, como una especie de estilógrafo grande, donde guardaba la vela de sebo.
- Un par de dados. Para su entretención.
- La baraja española. Para jugar tute mientras estaban los frisoles o mientras venía el sueño.
- Cartas. La correspondencia, de su pareja usualmente.
- Un mechón de pelo de la novia. Atado con una cinta rosa, y perfumada para recordarla. Tanto la carta de amor como el mechón de pelo, iban, naturalmente, ocultos en la "secreta".
- Leche de Sandio. Envuelta en un pedacito de capacho de maíz; había que mantenerla pa' curar el polvillo en los cascos de las bestias, y pa' las inflamaciones... y, pa' tapar gusanos en los "güeisis".
- Una pitica, por lo general cáñamo. Enrollada, por si acaso una carga se rompía en el camino.
- Un pedacito de cabuya. Ídem.
- Una aguja di'arria. Ésta no siempre iba dentro del carriel. Muchos la pegaban en la copa del sombrero y la utilizaban también para sujetar el ala del sombrero contra la copa, al estilo mosquetero.
- Agujas pa´ coser e hilo.
- Aguja capotera.
- Yesquero y fósforos.
- Clavos de herrar.
- Un pedazo e' cebo.
- Una navaja capadora o pico'eloro. Servía desde para cortar callos y sacar niguas, hasta pa' pelar alguna fruta o hacerle alguna intervención quirúrgica a algún compañero o a algún animal.
- Uno o dos amuletos. Eran los más comunes: La uña de la Gran Bestia. La Cola del Gurre, buen agüero y la cual, calentándola en una vela, servía para quitar el dolor de oído... o para quemarlo.
- El Colmillo del Morrocoy. Generalmente era cualquier desecho animal imposible de identificar. El Colmillo del Tigre (jaguar o tigrillo) y, a veces, una pepita cualquiera que -creían ellos-, era la contra de una culebra, que (según ellos) había dejado en la orillita de la quebrada para irse a beber agua.
- El Ojo de Venado (oju'e venao). Una cierta semilla muy dura que, según creencias, tenía la cualidad de defender a quien la cargase, del Mal de Asiento o "Almorrana".
- Tabaco para el viaje.
- Chamiza del fogón o la vela del farol. Para encender los tabacos.
- Recado de sacar candela. Una piedra de castilla, un "deslabón" y yesca.
- La estampita de la Virgen del Carmen, o un "cristico" (pequeño Crucifijo).
- La estampita de San Marcos de León: para amansar.
- San Judas Tadeo patrón de las causas perdidas y San Expedito patrón de las causas imposibles y urgentes.
- Una libreta de apuntes y un lápiz.
- Un pito de cacho, para hacerles señales a los compañeros.

### Carrieles paisas más conocidos
Los carrieles o guarnieles más famosos han sido tradicionalmente los Jericoanos, los Envigadeños y los Amalfitanos.
El carriel se puede equiparar con el morral de los pastores europeos, la bolsa de los señores feudales o la mochila indígena, que en el caso de Antioquia evolucionó para satisfacer las necesidades de los campesinos, comerciantes y arrieros de la región paisa de Colombia, haciéndose más robusta para resistir el pesado uso diario.
Los primeros carrieles de Antioquia eran de tela o de cuero y tela, y llevaban bordado el nombre del dueño en la tapa.

## Estilos de garnieles
Además del original carriel paisa, existen otros estilos conocidos como carrieles urbanos o nueva moda, que son bolsas de cuero de uso masculino, que mantiene la misma características de funcionabilidad básica, de tener varios compartimientos y que son adaptados a nuevos modelos universales. 